# Ghiacciaio Thompson
Il ghiacciaio Thompson (in inglese Thompson Glacier) è un ghiacciaio situato sulla costa Banzare, nella parte orientale della Terra di Wilkes, in Antartide. Il ghiacciaio, il cui punto più alto si trova a più di 120 m s.l.m., fluisce verso nord fino a entrare nella parte meridionale della baia di Paulding.

## Storia
Il ghiacciaio Thompson è stato mappato per la prima volta nel 1955 da G. D. Blodgett grazie a fotografie aeree scattate durante l'operazione Highjump, 1946-1947, ed è stato in seguito così battezzato dal Comitato consultivo dei nomi antartici in onore di Egbert Thompson, guardiamarina a bordo del Vincennes, uno sloop facente parte della Spedizione di Wilkes, 1838-42, ufficialmente conosciuta come "United States Exploring Expedition" e comandata da Charles Wilkes.